# Wishbone Falls
Die Wishbone Falls sind ein Wasserfall im Mount-Aspiring-Nationalpark auf der Südinsel Neuseelands. Er liegt im Lauf des Wishbone Creek, der einige hundert Meter hinter dem Wasserfall in den Matukituki River mündet, welcher wiederum zum Flusssystem des Clutha River/Mata-Au gehört. Seine Fallhöhe beträgt 77 Meter.
Der Wasserfall ist von Wanaka mit dem Auto in rund 1½ Stunden Fahrzeit bei einer Strecke von 49 km über die zum großen Teil unbefestigte Wanaka-Mount Aspiring Road erreichbar. Direkt vor Ort gibt es keinen Parkplatz, 2 km weiter liegt jedoch der Raspberry Creek Car Park, der Ausgangspunkt für Wanderungen zum Rob-Roy-Gletscher.